# British and Dominions Film Corporation

British and Dominions Film Corporation est une société de production de cinéma britannique, créée en 1928 par Herbert Wilcox et Nelson Keys (en), et absorbée par ce qui allait devenir The Rank Organisation en 1936.

## Historique
Pendant les années 1930, cette compagnie est étroitement liée à Paramount Pictures et près de la moitié de la production est destinée à remplir les quotas requis par la société américaine. Toutefois, en plus de ce type de productions, British and Dominions produit un certain nombre de films de qualité, parmi lesquels ceux avec Anna Neagle et les adaptations des comédies de Whitehall avec Tom Walls.

## Filmographie
- 1938 : Missing Believed Married
- 1938 : Incident in Shanghai
- 1937 : Mr. Smith Carries On
- 1937 : Night Ride
- 1937 : Cross My Heart
- 1937 : Museum Mystery
- 1937 : The Cavalier of the Streets
- 1937 : Lancashire Luck
- 1937 : The Fatal Hour
- 1937 : Talk of the Devil
- 1937 : The Last Curtain
- 1937 : Holiday's End
- 1936 : Love at Sea
- 1936 : The Belles of St. Clement's
- 1936 : Two on a Doorstep
- 1936 : Checkmate
- 1936 : Strange Cargo
- 1936 : Cross Currents
- 1936 : Wednesday's Luck
- 1936 : House Broken
- 1936 : Where's George?
- 1936 : Paybox Adventure
- 1936 : Grand Finale
- 1936 : Come out of the Pantry
- 1936 : The Scarab Murder Case
- 1936 : Peg of Old Drury
- 1936 : Chick
- 1936 : Limelight
- 1936 : Ticket of Leave
- 1936 : The Mad Hatters
- 1936 : Lucky Days
- 1936 : Show Flat
- 1936 : While Parents Sleep
- 1936 : Two's Company
- 1936 : The Secret Voice
- 1936 : Murder by Rope
- 1935 : The Village Squire
- 1935 : Brewster's Millions (en)
- 1935 : To Be a Lady
- 1935 : Girls. Please
- 1935 : Escape Me Never
- 1935 : Expert's Opinion
- 1935 : The Primrose Path
- 1935 : Nell Gwyn
- 1935 : The Scoop
- 1935 : Once a Thief
- 1935 : Gentlemen's Agreement
- 1935 : Key to Harmony
- 1935 : Jubilee Window
- 1935 : The Price of Wisdom
- 1935 : School for Stars
- 1934 : Sorrell and Son
- 1934 : Seeing Is Believing
- 1934 : Brides to Be
- 1934 : Trouble
- 1934 : The Queen's Affair
- 1934 : Easy Money
- 1934 : Get Your Man
- 1934 : Lucky Loser
- 1934 : Mixed Doubles
- 1934 : Chelsea Life
- 1934 : Ask Beccles
- 1934 : It's a Cop
- 1934 : The King of Paris
- 1934 : Faces
- 1934 : Lilies of the Field
- 1934 : Up to the Neck
- 1934 : That's a Good Girl
- 1934 : The Girl in the Flat
- 1934 : General John Regan
- 1934 : Adventure Limited
- 1934 : Dangerous Ground
- 1934 : Purse Strings
- 1934 : Badger's Green
- 1933 : Just My Luck
- 1933 : Money Means Nothing
- 1933 : Discord
- 1933 : Up for the Derby
- 1933 : One Precious Year
- 1933 : The Little Damozel
- 1933 : Anne One Hundred
- 1933 : Yes Mr. Brown
- 1933 : Say It with Music
- 1933 : The Blarney Stone
- 1933 : Lord of the Manor
- 1933 : Bitter Sweet (en)
- 1933 : Summer Lightning
- 1933 : Night of the Garter
- 1933 : The Flag Lieutenant
- 1933 : The King's Cup
- 1933 : The Crime at the Blossoms
- 1933 : Counsel's Opinion
- 1933 : Men of Tomorrow
- 1933 : That Night in London
- 1933 : The Barton Mystery
- 1933 : Strange Evidence
- 1932 : The Mayor's Nest
- 1932 : Good Night Vienna
- 1932 : Leap Year
- 1932 : Thark
- 1932 : Almost a Divorce
- 1932 : It's a King
- 1932 : A Night Like This
- 1932 : The Love Contract
- 1932 : Women Who Play
- 1932 : Ebb Tide
- 1932 : The Blue Danube A Rhapsody
- 1932 : Man of Mayfair
- 1932 : Lily Christine
- 1932 : Service for Ladies
- 1932 : Life Goes On
- 1932 : Aren't We All?
- 1931 : Mischief
- 1931 : Carnival
- 1931 : Up for the Cup
- 1931 : The Speckled Band
- 1931 : Mrs Rawlins
- 1931 : Plunder
- 1931 : Tons of Money
- 1931 : The Chance of a Night-time
- 1931 : Canaries Sometimes Sing
- 1931 : On Approval
- 1930 : Splinters
- 1930 : Wolves
- 1930 : Rookery Nook
- 1930 : Warned Off
- 1930 : The Loves of Robert Burns
- 1929 : When Knights Were Bold
- 1929 : Black Waters
- 1929 : The Bondman
- 1929 : A Peep behind the Scenes
- 1929 : The Triumph of the Scarlet Pimpernel
- 1929 : The Woman in White
- 1928 : Trooper O'Brien
- 1928 : The Lost Chord
- 1928 : Sacred Dramas
- 1928 : Lead Kindly Light
- 1928 : Dawn
- 1928 : Ave Maria
- 1928 : Abide With Me
- 1928 : Rock of Ages
- 1928 : The Rosary